# Reconversion professionnelle des personnels du ministère des Armées
 (février 2013).
La reconversion, lorsqu'elle concerne les ressortissants du ministère de la Défense, était l'ensemble des mesures qui permettent à un personnel militaire d'effectuer une seconde carrière. 
Depuis 2009, avec la mise en œuvre des restructurations prévues par la loi de programmation militaire 2009-2014, le dispositif a été étendu aux personnels civils restructurés :
Le ministre de la défense a signé un Plan d'accompagnement des restructurations (PAR) qui comprend des mesures de reconversion pour les militaires dans le secteur civil. Celles-ci comportent :
- des conventions signées entre le ministère de la Défense et de grandes entreprises ;
- une modification de la loi relative aux emplois réservés ;
- le renforcement de diverses aides à la reconversion des militaires ;
- l'extension du complément et du supplément forfaitaire de l'indemnité de charges militaires aux non chargés de famille ;
- une allocation d'aide à la mobilité du conjoint ;
- des aides spécifiques prévues pour faciliter le logement du personnel.
- une indemnité de départ volontaire (pécule à caractère libératoire pour les fonctionnaires et ouvriers de l'État, similaire aux dispositifs préexistants pour les militaires)